# Templo de Santa Mónica (Guadalajara, Jalisco)
El Templo de Santa Mónica es un edificio católico de la ciudad de Guadalajara, ubicado en el centro del estado de Jalisco, México. El templo es catalogado como monumento histórico por el Instituto Nacional de Antropología e Historia (INAH) para su preservación. Actualmente pertenece a la Parroquia del Sagrario Metropolitano de la Arquidiócesis de Guadalajara.

## Historia
Recién comenzando el siglo XVIII, Felipe V de España mediante real cédula decretó la fundación del Convento de la Encarnación bajo la dirección de Juan Antonio de Oviedo. Sin embargo fue edificado el convento bajo Feliciano Pimentel a instancias de la Compañía de Jesús. Terminada su construcción en 1733, el predio del convento abarcaba 4000 m2. Antes de su muerte ese mismo año, el padre Pimentel pudo ver el templo y el claustro completados. El conjunto conventual fue construido para albergar a las monjas agustinas. A causa de las Leyes de Reforma de 1859-1860, fueron despojadas del convento y éste fue destruido. Posteriormente se construyó la Edificio Arróniz en los terrenos del convento. Desde 1983 se intentó restaurar el templo, siendo logrado su restauración en 2006.
El edificio es conocido por ser uno de los que se incluye en la tradicional visita a los siete templos que se realiza anualmente en Semana Santa y que en el caso de Guadalajara incluye a otras iglesias como la catedral, el templo de la Merced, la basílica de San Felipe Neri, el templo de las Capuchinas, el templo de Jesús María y el templo de Santa Teresa de Jesús.

## Arquitectura
Como los conventos femeninos típicos de su época, su fachada es paralela a la calle. Cuenta con una nave y dos puertas gemelas. El pie de la nave está emplazada por una torre campanario y los coros altos y bajos. Sus dos entradas son algunos de los mejores ejemplos del barroco novohispano, teniendo elementos como la iconografía, follajes y molduras que demuestran un gran conocimiento de la estereotomía. La esquina del templo cuenta con una columna barroca con una escultura enorme de San Cristóbal de Licia, obra de los indígenas, colocada dentro de una hornacina sobre una base decorada con molduras. El templo está constituido de nueve partes verticales y siete contrafuertes que se desplazan horizontalmente decorados con formas de plantas. Su altar principal neoclásico también en el sur del templo con una imagen de Mónica de Hipona. Las claves de los arcos de las entradas, los escudos, los santos, las gárgolas en forma de pelícano son elementos importantes.

## Galería

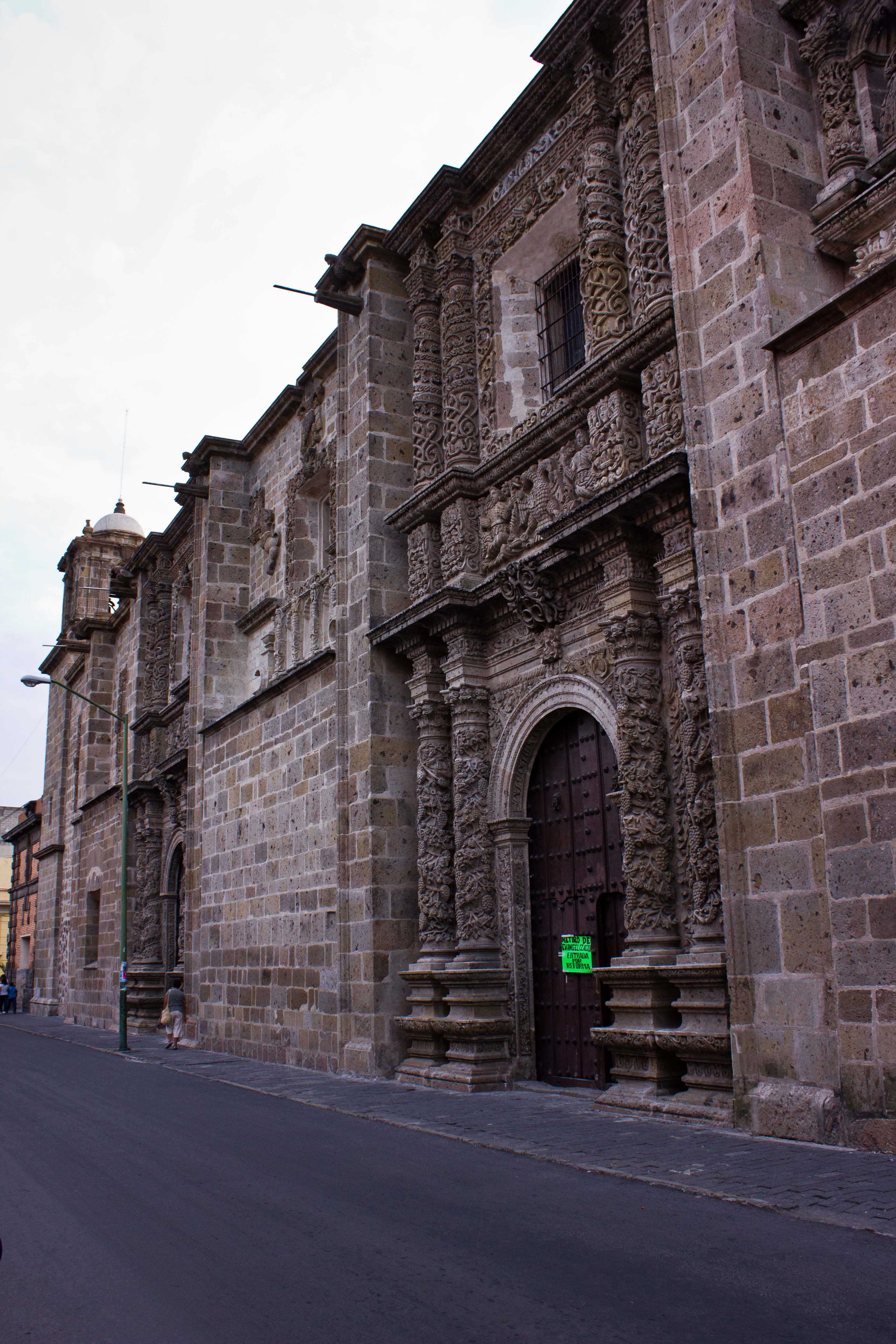
La fachada.
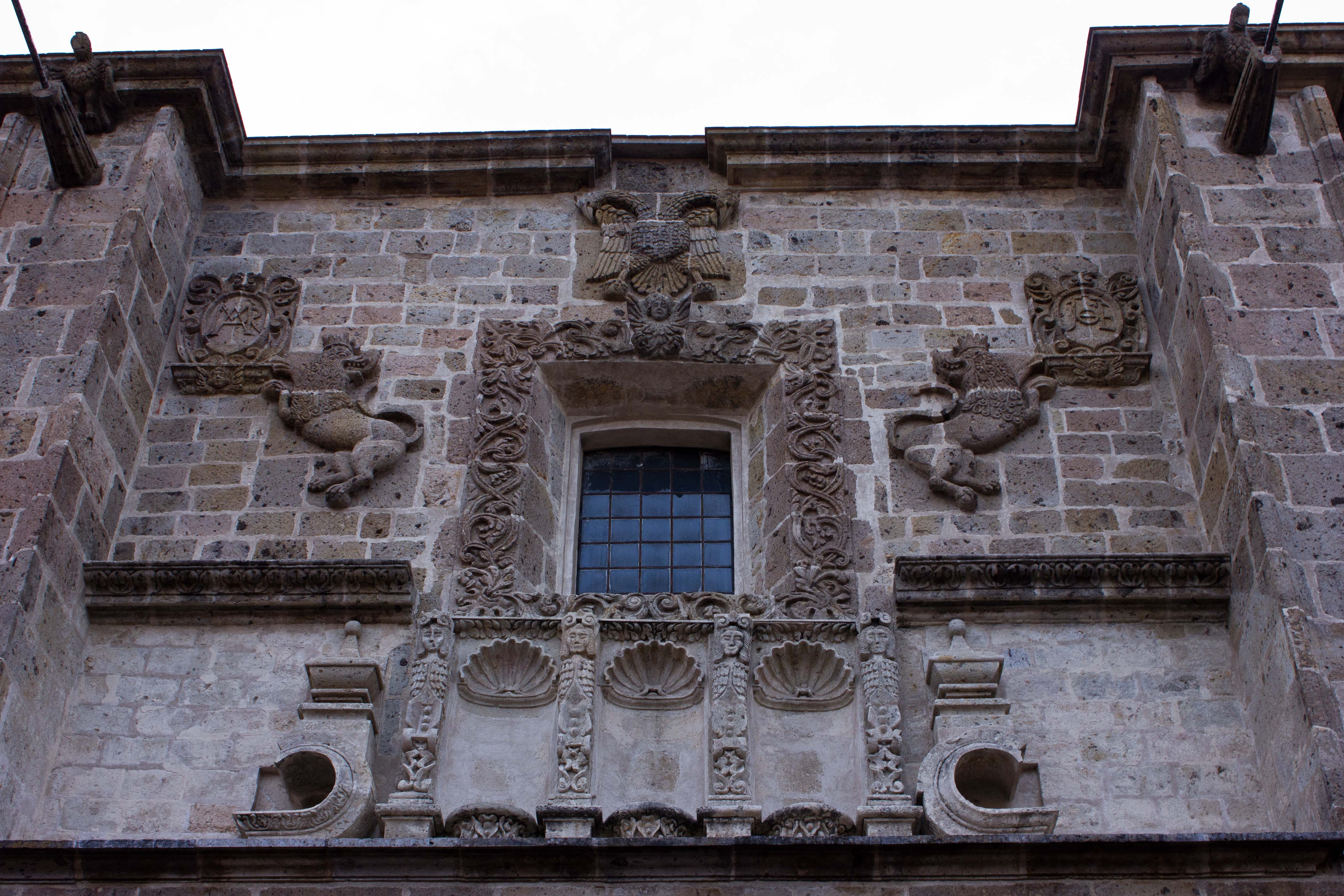
Detalle de una ventana.
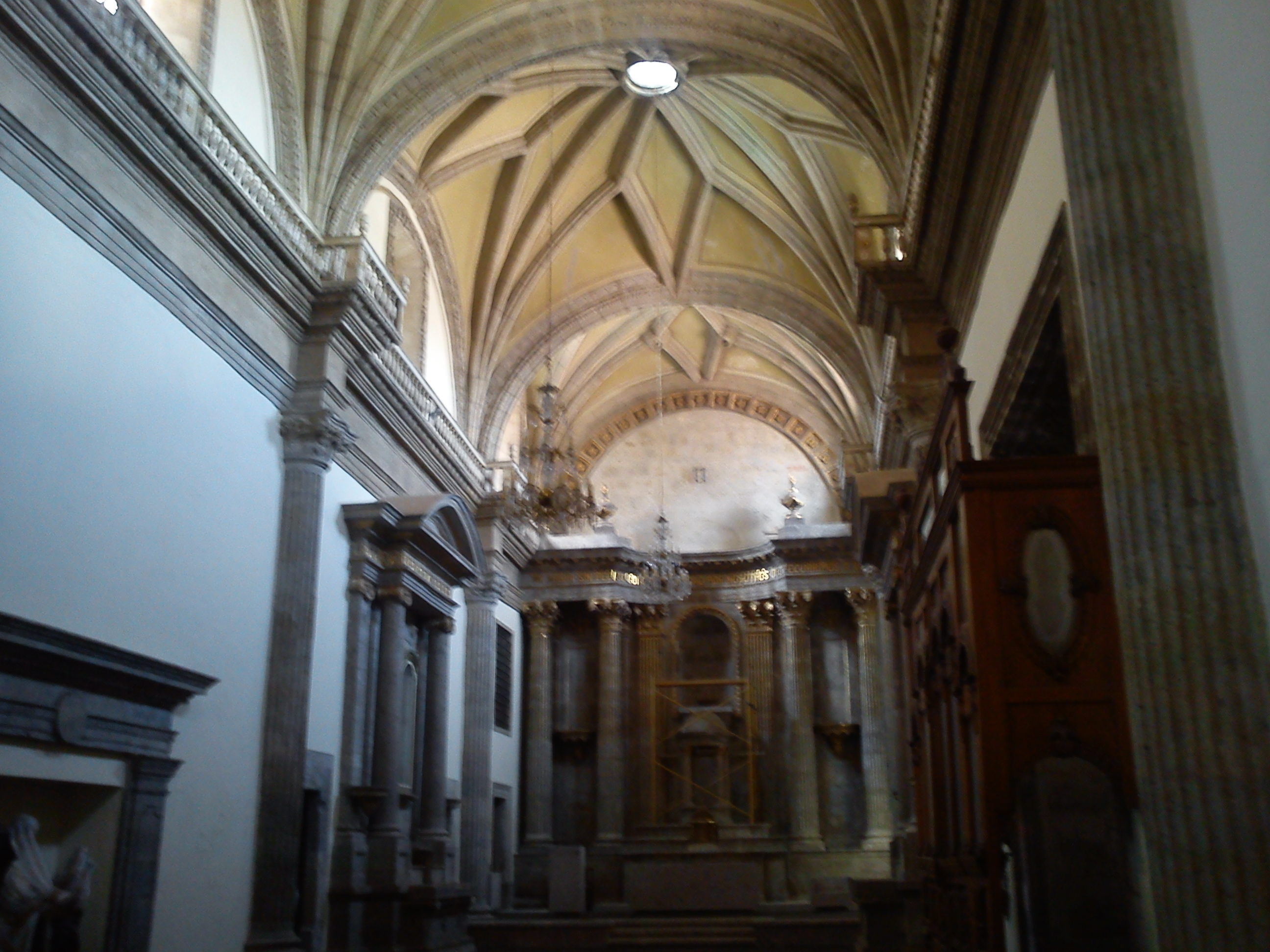
El interior.
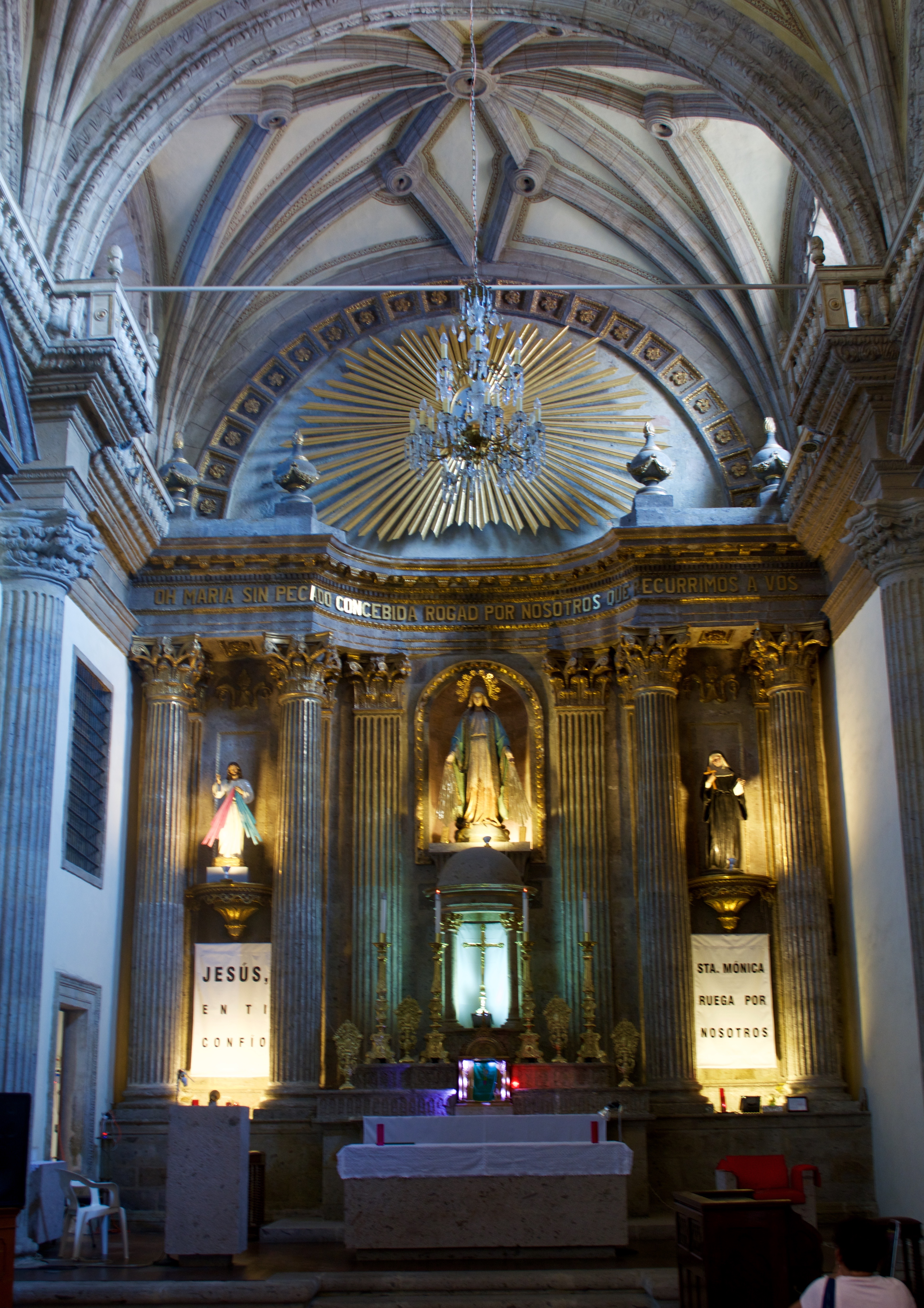
El retablo.
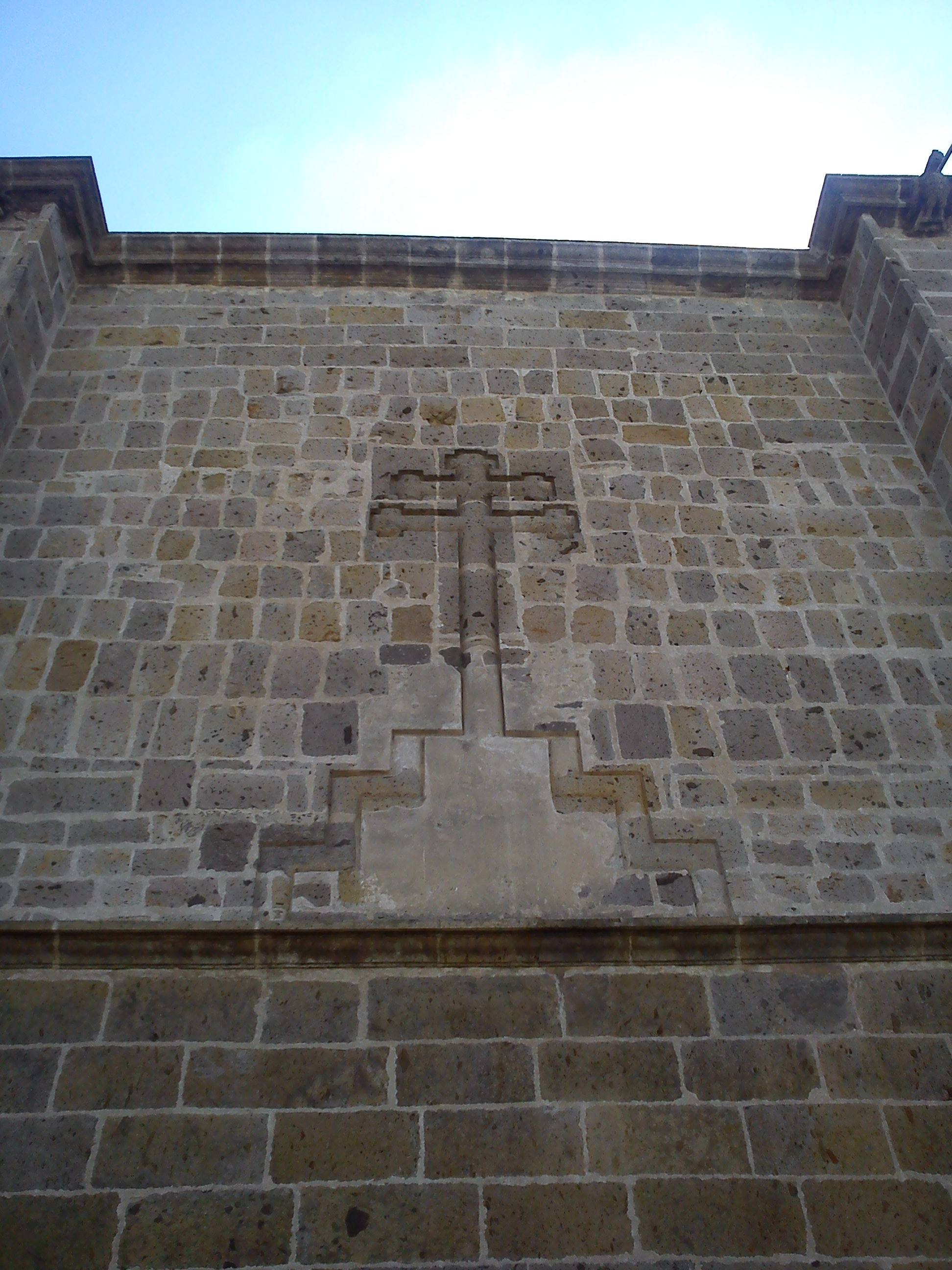
Cruz de Caravaca.